# Eurytoma duvanae
Eurytoma duvanae är en stekelart som beskrevs av Jean-Jacques Kieffer 1910. Eurytoma duvanae ingår i släktet Eurytoma och familjen kragglanssteklar. Inga underarter finns listade i Catalogue of Life.